# NGC 3728
NGC 3728 (również PGC 35669 lub UGC 6536) – galaktyka spiralna (Sb), znajdująca się w gwiazdozbiorze Lwa. Odkrył ją William Herschel 10 kwietnia 1785 roku.